# 中国人民解放军陆军装甲第三旅
装甲第三旅（英語：3rd Armored Brigade），是中国人民解放军陆军曾经的一个装甲旅，2017年撤编。

## 概述
1949年5月26日，中央军委批准，将西北军区警备第2旅与榆林军分区第39团合编为中国人民解放军第十三师，下辖步兵第1、第2、第3团和骑兵第1、第2大队，师长张达志，政委李治洲，归第1野战军建制。6月，该师改称西北独立第一师。
1950年11月3日以西北独立第一师为基础，在四平成立坦克第三师，全师共有20辆各类日式坦克、6门九十式野炮、数十辆卡车与6774人，编制为：
- 坦克第五团
- 坦克第六团
- 摩托化团
- 摩托化炮兵团

1951年，坦三师获得了军购自苏联的2个坦克自行火炮团的装备，其中包括60辆T-34/85中型坦克，12辆IS-2重型坦克，8辆SU-122突击炮，4辆T-34拖拉机，13辆维修车和100辆各式装甲车。1952年6月17日起入朝作战，参加大小战斗267次，毁伤22辆敌军坦克与74辆飞机。1954年回国后坦三师被划为“国防军陆军坦克师”，并接收了额外的61辆T-34/85中型坦克与IS-2重型坦克，10辆轻型坦克。此时坦克第三师员额5902人。
1958年，所有重型坦克调出，摩托化团更名为机械化团，摩托化炮兵团更名为榴弹炮兵团，此时全师剩下138辆T-34/85中型坦克，62门各式火炮，24门高射炮，员额5809人。1965年坦三师接收138辆59式坦克以替换老旧的T-34。1967年，编入防空炮团。1969-1970年间，防空炮团被部署在老挝境内为越南人民军提供防空掩护，击落4架、击伤2架敌机。1969年，坦克第三师维修营参与了对珍宝岛战斗中苏军遗弃的T-62坦克的回收工作。
1969年，坦三师迎来第一次扩编，陆军第一一六师与第一一七师的坦克自行火炮三二一，三二二团划入并重新命名，此时坦三师下辖：
- 坦克第九团——（前坦克第五团）
- 坦克第十团——（前坦克第六团）
- 坦克第十一团——（前坦克自行火炮三二一团）
- 坦克第十二团——（前坦克自行火炮三二二团）
- 机械化团
- 榴弹炮兵团
- 高炮团（1970年撤编）

1976年坦三师被划为“陆军甲种坦克师”，坦克第十一团被调出改为陆军第三十九军坦克团，机械化团改为装甲步兵团。1985年后被划为当时唯二的“合成集团军坦克师”，重新组建高炮团，此时坦克第三师下辖：
- 坦克第九团
- 坦克第十团
- 坦克第十二团
- 装甲步兵团
- 炮兵团
- 高炮团

1998年改为装甲第三师，装甲步兵团被拆分融入各个坦克团，坦克团随即改制为装甲团。2011年，装甲第三师拆分出一半的营组成机械化步兵第二〇二旅，余部改为装甲第三旅，2017年撤销建制，人员融入重型合成第二〇二旅。

## 沿革
- 坦克第三师——（1950年11月3日-1998年10月）
- 陆军第三十九集团军装甲第三师——（1998年10月-2011年11月）
- 陆军第三十九集团军装甲第三旅——（2011年11月-2017年4月）[1]